# Jabara
Citrus jabara (ja:ジャバラ) — японський цитрусовий фрукт. Назва належить до рослини і плоду.

## Походження
Jabara є нащадком Yuzu, він походить від гібридизації між Kunenbo запиленим Yuzu так само як Henka Mikan, Kabosu, Kizu та Mochiyu. Джабара є одним із цих п'яти братів і сестер, чий геном містить найбільшу частку C.maxima (20,5 %). Назва Джабара походить від назви притоки річки Кумано, що межує з префектурами Вакаяма та Міе.
Джабара була визнана новим сортом цитрусових ботаніком Юічіро Танакою в 1971 році, а потім зареєстрована як новий розсадник у 1978 році М. Фукуда.

## Використання
Екстракти з плода використовуються в косметиці, як харчова добавка і в кулінарії. В Японії джабару споживають у вигляді соку, який використовується для виготовлення різноманітних продуктів, таких як цукерки, морозиво, понзу, а також багатьох похідних харчових продуктів . У народній культурі регіону виробництва цей цитрусовий фрукт відомий своїми протизапальними та протиалергічними властивостями. Японське дослідження, опубліковане у 2018 році в журналі Trends in Immunotherapy присвячене дослідженню протизапальних властивостей цитрусових, показало, що Citrus jabara є єдиним у своєму роді, і що майже всі флавоноїди, присутні в фруктовій шкірці, є нарірутином . Не було б жодного іншого виду цитрусових зі співвідношенням вмісту глікозиду флаванону, порівнянного з джабарою. У цьому ж дослідженні було показано, що цей цитрусовий також має протиалергічну дію.
Хіроко Оморі (2011) опублікувала основоположне дослідження, в якому виявлено 49 сполук. Мірцен має характерний вплив в ефірній олії, видобутій зі шкіри Джабари, за яким слідують потужні ундекатрієни із зеленим і фруктовим ароматом і, нарешті, 7-метил-1,6-октадієн-3-он, який має металевий і грибний запах. Автор зазначає, що на відміну від юзу рівень мірцену (46,8 %) набагато вищий, ніж лімонену (28,2 %), основної летючої складової цедри цитрусових. (Примітка, знайдена в Sawamura (2010) щодо ефірної олії куненбо, тачібани та пізнього чіакуллі, в якому рівень γ- терпінену також високий, він становить 15,5 % у джабарі).